# El Campo de Peñaranda
El Campo de Peñaranda là một đô thị ở tỉnh Salamanca, phía tây Tây Ban Nha, cộng đồng tự trị Castile-Leon. Đô thị này có cự ly 40 kilômét so với thành phố tỉnh lỵ Salamanca và có dân số 360 người.
Đô thị này có diện tích 45,2 km².
Đô thị này nằm ở khu vực có độ cao 839 mét trên mực nước biển.
Mã số bưu chính là 37317.